# Pikrobazalt
Pikrobazalt – skała lita pochodzenia magmowego – wylewna lub hipabysalna, o strukturze bardzo drobnoziarnistej lub afanitowej, czasem porfirowej i barwie czarnej lub ciemnoszarej. Głębinowym odpowiednikiem pikrobazaltu jest foidowe gabro).
Skład mineralny zbliżony do bazanitu, zawiera powyżej 50% obj. oliwinu.
Zawiera 41-45% SiO2 i do 3% Na2O+K2O.
Na diagramie klasyfikacyjnym QAPF pikrobazalt zajmuje wraz z tefrytem i bazanitem pole 14.
W klasyfikacji TAS pikrobazalt zajmuje pole Pc (pikrobazalty).